# Chorosoma schillingii
Chorosoma schillingii по својим морфолошким карактеристикама у одређеној мери одступа од осталих представника фамилије Rhopalidae. У односу на њих, тело Chorosoma schillingii је поприлично покривено длакама у адултној доби и има издуженији облик тела. Боја тела варира од светложуте до браон боје, што јој пружа одличну камуфлажу међу биљним врстама које насељава. Дужина тела варира од 14 до 16 милиметара. Јединке су најчешће брахиптерне (краткокриле), када дужина крила досеже до половине абдомена.
Адулти се срећу током августа и септембра.

## Распрострањење
Врста забележена у следећим земљама: Србији, Албанији, Аустрији, Белгији, Босни и Херцеговини, Бугарској, Хрватској, Чешкој Републици, на копну Данске, европском делу Турске, Немачкој, на копну Грчке, Мађарској, Румунији, Пољској, у северном делу европске Русије и у другим земљама Европе.

## Синоними
- Curtis, 1830
- Fieber, 1870
- Schilling, 1829